# Potenční množina

Hasseův diagram potenční množiny ke trojprvkové množině {x, y, z}.

Potenční množina množiny {\displaystyle X\,\!} (značí se {\displaystyle {\mathcal {P}}(X)\,\!} nebo též {\displaystyle 2^{X}\,\!}), podle některých autorů též booleán {\displaystyle {\mathcal {B}}(X)\,\!}, je taková množina, která obsahuje všechny podmnožiny množiny {\displaystyle X\,\!}.
Formálně vyplývá existence potenční množiny k libovolné množině z axiomu potenční množiny.
Každá podmnožina potenční množiny {\displaystyle {\mathcal {P}}(X)\,\!} se nazývá systém množin na množině X.

## Příklad
- {\displaystyle A=\{1,2,3\}\,\!}
- {\displaystyle {\mathcal {P}}(A)=\{\emptyset ,\{1\},\{2\},\{3\},\{1,2\},\{1,3\},\{2,3\},\{1,2,3\}\}\,\!}

## Vlastnosti
Každá potenční množina obsahuje jako svůj prvek prázdnou množinu, tj.

{\displaystyle (\forall X)(\emptyset \in {\mathcal {P}}(X))\,\!}
Potenční množina množiny {\displaystyle X\,\!} obsahuje {\displaystyle X\,\!} jako svůj prvek, tj.

{\displaystyle (\forall X)(X\in {\mathcal {P}}(X))\,\!}
Na potenční množině je přirozeným způsobem definováno uspořádání pomocí relace „být podmnožinou“ {\displaystyle \subseteq \,\!}. Toto uspořádání není lineární - například množiny {\displaystyle \{1,3\}\,\!} a {\displaystyle \{2,3\}\,\!} z předchozího příkladu jsou neporovnatelné. Potenční množina spolu s tímto uspořádáním tvoří strukturu nazývanou potenční algebra, která má řadu zajímavých vlastností - jedná se například o úplný svaz.

## Mohutnost potenční množiny
- Pokud je {\displaystyle X\,\!} konečná množina a její mohutnost je {\displaystyle |X|=n\,\!}, pak mohutnost její potenční množiny je {\displaystyle |{\mathcal {P}}(X)|=2^{n}\,\!}. To lze odvodit například takto. Nechť množina {\displaystyle M_{n}=\left\{k\;|\;\forall k\in \mathbb {N} ,k\leq n\right\}}. Potenční množina množiny {\displaystyle M_{n}} je množina, pro kterou očividně platí rekurentní vztah {\displaystyle {\mathcal {P}}(M_{n})={\mathcal {P}}(M_{n-1}\cup \left\{n\right\})={\mathcal {P}}(M_{n-1})\cup \left\{\left\{n\right\}\cup p\;|\;\forall p\in {\mathcal {P}}(M_{n-1})\right\}}. S použitím matematické indukce lze dojít k závěru, že spojujeme dvě stejně mohutné množiny, tj. mohutnost nové potenční množiny je {\displaystyle 2^{n-1}+2^{n-1}=2^{n}}.
- Pro nekonečné množiny platí podle Cantorovy věty, že mohutnost {\displaystyle {\mathcal {P}}(X)\,\!} je ostře větší, než mohutnost {\displaystyle X\,\!}. Z toho mimo jiné vyplývá, že škála mohutností nekonečných množin je nekonečná, protože mohutnost {\displaystyle {\mathcal {P}}({\mathcal {P}}(X))\,\!} je ostře větší, než mohutnost {\displaystyle {\mathcal {P}}(X)\,\!} atd.

## Potenční množiny v modelech teorie množin
Axiom teorie množin vyžaduje, aby soubor podmnožin nějaké množiny byl množinou, protože ale model nemusí obsahovat
všechny možné podmnožiny, liší se v různých modelech i potenční množina nějaké množiny, a to i velikostí,
{\displaystyle X} a {\displaystyle {\mathcal {P}}(X)} dokonce mohou mít při pohledu zvenku stejnou mohutnost
(v modelu platí podle Cantorovy věty {\displaystyle X\prec {\mathcal {P}}(X)}, což ovšem pouze znamená,
že uvnitř modelu neexistuje mezi oběma množinami bijekce, tj. zmíněná bijekce není součástí uvažovaného modelu).
Příkladem takového „omezeného“ modelu je Gödelova konstrukce konstruovatelných množin.